# OR5M3
OR5M3 (англ. Olfactory receptor family 5 subfamily M member 3) – білок, який кодується однойменним геном, розташованим у людей на короткому плечі 11-ї хромосоми. Довжина поліпептидного ланцюга білка становить 307 амінокислот, а молекулярна маса — 35 156.
| 10         |  | 20         |  | 30         |  | 40         |  | 50         |
| ---------- |  | ---------- |  | ---------- |  | ---------- |  | ---------- |
| MLNFTDVTEF |  | ILLGLTSRRE |  | WQVLFFIIFL |  | VVYIITMVGN |  | IGMMVLIKVS |
| PQLNNPMYFF |  | LSHLSFVDVW |  | FSSNVTPKML |  | ENLLSDKKTI |  | TYAGCLVQCF |
| FFIALVHVEI |  | FILAAMAFDR |  | YMAIGNPLLY |  | GSKMSRVVCI |  | RLITFPYIYG |
| FLTSLAATLW |  | TYGLYFCGKI |  | EINHFYCADP |  | PLIKMACAGT |  | FVKEYTMIIL |
| AGINFTYSLT |  | VIIISYLFIL |  | IAILRMRSAE |  | GRQKAFSTCG |  | SHLTAVIIFY |
| GTLIFMYLRR |  | PTEESVEQGK |  | MVAVFYTTVI |  | PMLNPMIYSL |  | RNKDVKKAMM |
| KVISRSC    |  |            |  |            |  |            |  |            |

A: Аланін

C: Цистеїн

D: Аспарагінова кислота

E: Глутамінова кислота

F: Фенілаланін

G: Гліцин

H: Гістидин

I: Ізолейцин

K: Лізин

L: Лейцин

M: Метіонін

N: Аспарагін

P: Пролін

Q: Глутамін

R: Аргінін

S: Серин

T: Треонін

V: Валін

W: Триптофан

Кодований геном білок за функціями належить до рецепторів, g-білокспряжених рецепторів, білків внутрішньоклітинного сигналінгу. 
Локалізований у клітинній мембрані, мембрані.